# Arroyo del Alférez
El arroyo del Alférez es un curso de agua uruguayo ubicado en el este del país, perteneciente a la cuenca hidrográfica de la laguna Merín.
Nace en la sierra de Carapé y su curso marca los límites entre los departamentos de Maldonado y de Rocha. Luego de recorrer 42 kilómetros desemboca en el arroyo del Aiguá
- Datos: Q5706193